# Aşgabat Brunnen

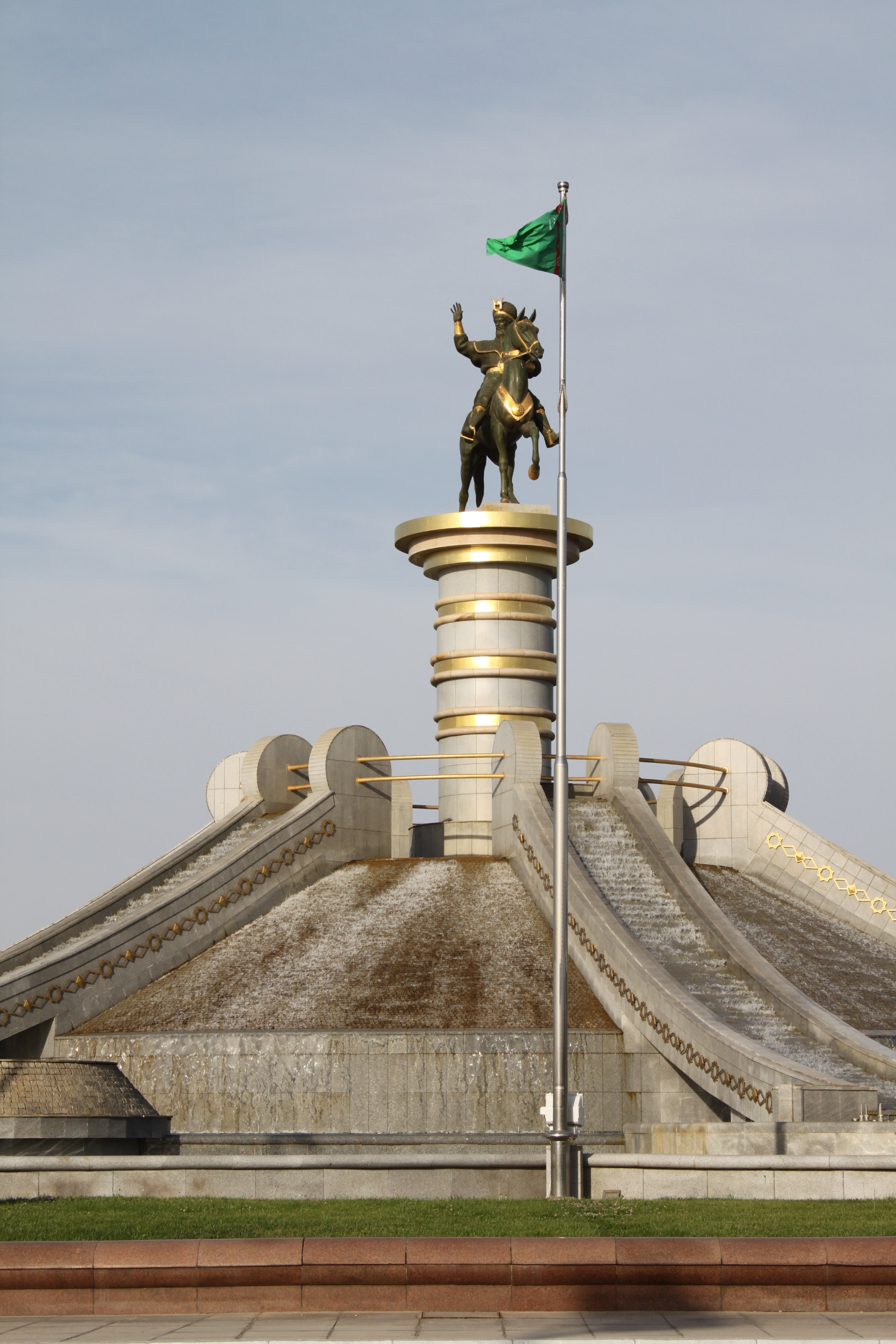
Aşgabat Brunnen

Der Aşgabat Brunnen ist ein Brunnenkomplex in Aşgabat, Turkmenistan. Die Anlage hält derzeit einen Eintrag im Guinness-Buch der Rekorde: Einen für ihre Größe und einen für die „meisten Springbrunnenbecken an einem öffentlichen Ort“.

## Geschichte
Der 2008 von dem türkischen Unternehmen Polimeks errichtete Aşgabat Brunnen befindet sich an der Straße, die vom Flughafen Aşgabat zum Stadtzentrum von Aşgabat führt. Der Komplex wurde entworfen, um die legendären Vorfahren des Turkvolkes darzustellen: Oġuzhan und seine sechs Söhne: Gün han, Aý han, Ýyldyz han, Gök han, Dag han und Deňiz han. Die kreative Leitung des Projekts übernahm der „Volkskünstler Turkmenistans“ Babasary Annamuradov. Die Eröffnung des Brunnens fand am 29. Juni 2008 statt. Mit der Eröffnung brach der Brunnen den Rekord der meisten Springbrunnenbecken an einem öffentlichen Ort.

## Beschreibung
Der Aşgabat-Brunnen erstreckt sich über eine Fläche von 14,82 Hektar und besteht aus einem großflächigen System von 27 synchronisierten, beleuchteten, musikalisch untermalten und voll programmierbaren Wasserfontänen. Das Beleuchtungssystem der Fontänen wird mit Solarenergie betrieben. In der Mitte des Brunnens erhebt sich ein zweiteiliger Sockel. Der untere, breite Sockel ist ein Kegelstumpf, auf dessen Dachfläche ein schlankerer Sockel steht, der von Fontänen umgeben ist. Auf diesem Sockel steht ein Reiterstandbild des Oġuzhan. Von der Dachfläche führt ein Treppenwasserfall zu jedem der sechs Söhne. Die Statuen der Söhne stehen auf niedrigeren Sockeln, die ebenfalls von Fontänen umgeben sind. Zwischen den Söhnen befinden sich weitere kreisförmig stehende Fontänen. Das Volumen aller „Wassertanks“ des Brunnens beträgt 16.000 Kubikmeter und das Gesamtgewicht der Bronzestatuen über 30 Tonnen. Laut den Schöpfern der Statuengruppe symbolisiert sie den Frieden des turkmenischen Volkes, seine unerschütterliche Einheit und Stabilität sowie den schöpferischen Geist und die Macht des turkmenischen Staates.